# Mrzeżyno
Mrzeżyno [mʐɛˈʐɨnɔ] (en allemand Deep, Treptower Deep ou encore Regamünde) est une petite ville située au bord de la mer Baltique, en Pologne, dans la région de Poméranie-Occidentale. À 20 km à l'ouest de Kołobrzeg, elle vit surtout du tourisme estival grâce à ses plages (classées parmi les huit plages les plus propres de Pologne) et leur sable fin.
Le 17 mars 1945 y fut célébrée la deuxième cérémonie de mariage de la Pologne à la mer Baltique.

## Géographie

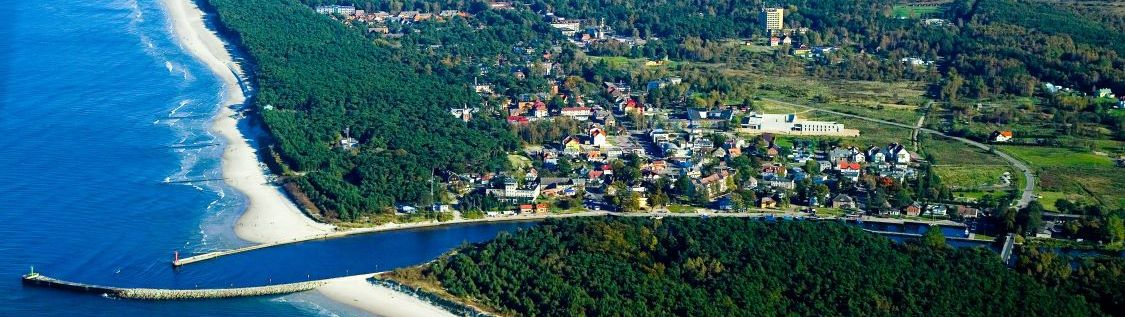
Vue de la ville, estuaire du Rega

Mrzeżyno est située au bord de la mer Baltique, sur la plaine germano-polonaise au niveau de l'estuaire de la rivière du Rega. Son altitude moyenne est donc peu élevée. La ville est également intégrée dans une zone spéciale de préservation de l'environnement faisant partie du programme européen Natura 2000.

## Histoire
De 1637 à 1945, Deep fait partie de l'arrondissement de Greifenberg-en-Poméranie au sein de la province de Poméranie.

## Villes importantes proches
- Trzebiatów, à 10 km au sud
- Kołobrzeg, à 20 km à l'est
- Szczecin, à 128 km au sud-ouest